# Peter Wallenberg (født 1959)
Peter Åke Wallenberg (oftest "Poker" Wallenberg; 8. maj 1959) er en svensk erhvervsleder og racerkører.
Wallenberg er bestyrelsesmedlem i Investor samt fuldmægtig i Stockholms handelskammare og har tidligere været administrerende direktør for Grand Hôtel i Stockholm, og er nu bestyrelsesformand for The Grand Group. Desuden er han næstformand for bestyrelsen i Knut og Alice Wallenbergs Fond og bestyrelsesformand i forvaltningsselskabet FAM (Foundation Asset Management). Han er også racerkører og har deltaget i blandt andet Porsche Carrera Cup Scandinavia, og er en af personerne bag Swedish Racing League.
Peter Wallenberg har kælenavnet "Poker" og er yngste søn af bankmand og forretningsmagnat Peter Wallenberg, Sr.. Pokers farfar Marcus ”Dodde” Wallenberg (1899–1982) gav Poker hans kælenavn, da han syntes at den lille dreng havde et pokerface.